# Hotarnică
Hotarnica este o măsurătoare funciară sau parcelare care stabilește hotarele unei moșii.